# レッスルマニアXXIV
レッスルマニアXXIV（レッスルマニアトゥエンティーフォー、WrestleMania XXIV）は、2008年3月30日にアメリカのプロレス団体WWEが開催した年間最大の興行、及びPPVの名称である。

## 概要
- 本大会はレッスルマニアIX以来、15年ぶり2度目の屋外会場におけるレッスルマニア開催となった。

- このイベントによる経済効果は2500万ドルでおよそ60,000人の観光客が見込まれた。2007年11月3日に発売開始されたチケットはわずか60分で41,000枚以上売られた。最終的には21カ国、全米50州から74,635人が来場し同スタジアムの最大入場者記録となった。最終的に当初の予想2500万ドルを上回る5150万ドルの経済効果があり、地元自治体には180万ドルの税金が入った[5]。

- オープニングでは、グラミー賞3部門に輝いたこともある歌手ジョン・レジェンドが"美しきアメリカ"を独唱した。

## ゲスト
- 本大会には特別ゲストとしてプロボクサーであり全戦全勝、史上初めて全勝のままWBC5階級制覇を達成したフロイド・メイウェザーが試合に参加した。現役のボクシング王者がプロレスリングのリングに上がり試合をすることは1976年のモハメド・アリ以来32年ぶりの異例のニュースであり、一般メディアではこのことが特集され、プロボクシングファンの注目も集めた。

- メイウェザーに対するこの試合のファイトマネーは2000万ドルに及ぶと噂されていたが、後にこれはアングル上の話であることがWWEによって発表された。

- スキットと試合にゲストとしてスヌープ・ドッグが出演し、バニーマニアマッチでは見事なクローズラインをサンティーノ・マレラに見舞った。

- バックステージ・インタビューや動員数発表等のスキット出演としてキム・カーダシアンがホストを務めた。

## 会場演出
- 本大会は屋外式の会場ということもあり、花火を使った演出が盛大に行われた。

- 会場であるシトラス・ボウルの入場ゲート裏側にはローナドーン湖があり、そこにパイロを設置することにより大玉花火の発射が可能となった[6]。

- 会場には屋根がないため雨天時のリング防水予防やマネー・イン・ザ・バンク・ラダー・マッチのバンク吊り下げのためにタープ型の特殊セットが組まれた。

- また、屋根がないことによりオープニングでは4機の米軍戦闘機が上空を飛行するパフォーマンスを行い、最大で2000フィートの高さまでパイロが放たれた[7]。

- 本大会だけでWWEはパイロにおよそ30万ドルをかけたとみられている[6]。

- バニーマニアマッチの試合途中において会場のメイン照明の電源が落ちるといったトラブルが発生したが試合は薄暗闇のまま続行され、数十秒後には緊急用のサブ照明が点灯され事なきを得た。

- エンディングのパイロにおいて入場ゲートに向かって放たれていた火球が、上部デッキ席付近まで降って来るというハプニングがあり、30～35名の観客が軽い火傷を負った[8][9]。中でも3人の症状が重く、オーランド地区のメディカルセンターに搬送され、WWEは観客への謝罪と再発防止に向けた調査を行うと発表した[10]。

- ジョン・シナは開催地にちなみ地元マーチング・バンドの演奏とチアリーディングの中で入場した。

## 試合背景
本大会の1ヶ月前に行われたノー・ウェイ・アウトにおいてビッグショーが約2年ぶりの復帰し、試合を終えたばかりのレイ・ミステリオを襲い攻撃をしかけていた。そこに客席に観戦のため来場していたメイウェザーが乱入、ビッグショーはメイウェザーを愚弄するかのように膝を崩し相手に目線を合わせるも、次の瞬間メイウェザーがパンチのラッシュをかけビッグショーは鼻を骨折、激昂したビッグショーがメイウェザーを追いかけ、これを抑えるためWWEのフロント陣が総出となり会場は騒然となった。翌日のRAWにおいてビッグショーが謝罪のためメイウェザーをリングに招くも、握手の間もなく相手を挑発、メイウェザーもこれに応対し決着のためレッスルマニアにおける異種格闘技戦が決定した。
ロイヤルランブルにて負傷のため休場していたジョン・シナが突如復帰しそのまま優勝。その後王者であるオートンとの抗争に以前まで王座を争っていたトリプルHが割って入る形となり、最終的にトリプルスレット形式にてWWE王座戦が行われることとなった。
ダークマッチのバトルロイヤルにて挑戦者が決定したECW王座戦は王者であるチャボが客席から入場してきたケインに不意のチョークスラムを決められ、レッスルマニア史上最短の僅か試合時間8秒となった。ちなみに、WWEにおけるECWブランドが2010年に終了したため、この大会が唯一ECW王座戦の組まれたレッスルマニアとなっている。

## リック・フレアーの引退
2007年のドラフトにおいてRAWに移籍したリック・フレアーは、途中3か月の欠場を経て11月26日に復帰し「私は引退しない」と宣言した。これに対しビンス・マクマホンから「もし1試合でも負けたら強制的に引退とする」と通告されたため、以後の試合はすべて「負けたら引退」マッチとなり、レッスルマニア前最後のRAWでの対戦相手もビンスであった。ミスターケネディやM.V.P等の新規精鋭を退け、全勝を続けるフレアーであったが、レッスルマニア前のRAWのスピーチ中にショーン・マイケルズが乱入、レッスルマニアにおける試合で自身がフレアーのキャリアに終焉を告げると宣言、フレアーはこれを快諾しレッスルマニアにおいてフレアーのキャリアがかかった試合が行われることが決定した。
レッスルマニア前日のWWE殿堂式典にて、プレゼンターのトリプルHに紹介され、フレアーは史上初の現役レスラーとして殿堂入りを果たした。
レッスルマニア当日、試合直前のインタビューにおいてフレアーは自身の有名な語録 "To be the man you have to beat the man!" 「一流になりたければ、一流を倒せ！」という一言のみをスピーチし、リングに向かった。試合序盤は昨年のレッスルマニアにおけるジョン・シナ戦で相手を手玉に取っていたマイケルズが今度は逆にフレアーに翻弄され、フレアーの調子に流されるような展開をみせた。試合が進むにつれ両者の年齢では考えられないほどの壮絶な攻防が繰り広げられ、マイケルズが実況席側にムーンサルトを敢行した際に、実況席の机が上手く壊れずマイケルズが腹筋を痛める緊急事態も起こった。試合終盤になると両者ともに立つのがやっとなほど疲弊しきっていたが、お互いの顔を見つめた瞬間、マイケルズが何か言葉を発しスイート・チン・ミュージックをヒット。スリーカウントを取られフレアーの長いキャリアに終止符が打たれた。後に明かされたところによると、この場面で発した言葉の内容は"I'm Sorry ... I Love You"であった。
この試合はプロレスリング・イラストレーテッド紙において08年の年間最高試合に選出されている。
翌日のRAWにおいてフレアーの引退セレモニーが開催され、ショーン・マイケルズ、クリス・ジェリコ、ジ・アンダーテイカー、ビンス・マクマホンといったベビー・ヒールに関わらずWWEの全スーパースターがフレアーを祝福し、多くのファンが引退を惜しんだ。
なお、フレアーはWWEと契約が切れた後もハルク・ホーガンの自主興行やTNAにおいて試合復帰しているが、WWE公式においてはこの試合がフレアーの引退試合と定められている。

## 結果
- ダーク・マッチ/24人インタープロモーショナル・バトルロイヤル -Dark Match/24-man Interpromotional Battle Royal-

優勝者ケイン
以下RAW組出場者一覧 "ハクソー" ジム・ドゥガン,バル・ビーナスランス・ケイドトレバー・マードック,コーディ・ローデス,ハードコア・ホーリー,スニツキー,ブライアン・ケンドリック
以下SmackDown!組出場者一覧 ケイン,グレート・カリ,マーク・ヘンリー,デュース,ドミノ,ジェシー,フェスタス,ジェイミー・ノーブル,チャック・パルンボ,シャノン・ムーア,ジミー・ワン・ヤン
以下ECW組出場者一覧 イライジャ・バーク,スティービー・リチャーズ,トミー・ドリーマー,コフィ・キングストン,ザ・ミズ
優勝者は本大会でのECW王座挑戦権を獲得。
- ベルファスト・ブロウル・マッチ -Belfast Brawl-

○ジョン "ブラッドショー" レイフィールド vs フィンレー(w / ホーンスワグル)●
- インタープロモーショナル・マネー・イン・ザ・バンク・ラダー・マッチ -Interpromotional Money in the Bank Ladder Match-

勝者CMパンク
参加者CMパンク(ECW), シェルトン・ベンジャミン(ECW), クリス・ジェリコ(RAW), カリート(RAW), MVP(SmackDown!), Mr.ケネディ(RAW), ジョン・モリソン(ECW)
- インタープロモーショナル・マッチ -Interpromotional Match-

○バティスタ vs ウマガ●
- ECW王座戦 -ECW Championship-

●チャボ・ゲレロ(c) vs ケイン○
- キャリアスレッティングマッチ -Career Threatening Match-

●リック・フレアー vs ショーン・マイケルズ○
フレアーは負ければ引退。
- バニーマニアマッチ BunnyMania Match スペシャル・ゲスト：スヌープ・ドッグ

●アシュリー&マリア vs ベス・フェニックス&メリーナ (w / サンティーノ・マレラ)○
キャンディス・ミシェルは怪我のため欠場、代役はアシュリー。
- トリプルスレット形式WWE王座戦 -Triple Threat Match for the WWE Championship-

○ランディ・オートン(c) vs トリプルH vs ジョン・シナ●
- 異種格闘技戦 -The Biggest vs The Best-

●ビッグ・ショー vs フロイド "マネー" メイウェザー○
- 世界ヘビー級王座戦 -World Heavyweight Championship-

●エッジ(c) vs ジ・アンダーテイカー○